# Gudendorf (Cuxhaven)
Gudendorf (niederdeutsch Godendörp) ist der südöstliche Teil des Cuxhavener Ortsteils Altenwalde im Norden des niedersächsischen Landkreises Cuxhaven.

## Geografie
|                                                  |                                                                      |             |
| Franzenburg                                      | Kompassrose, die auf Nachbargemeinden zeigt                          | Lüdingworth |
| Nordholz (Einheitsgemeinde Wurster Nordseeküste) | Nordholz – Ortsteil Wanhöden (Einheitsgemeinde Wurster Nordseeküste) |             |

(Quelle:)

## Geschichte
Erstmals wurde Gudendorf mit Franzenburg ca. um das Jahr 1800, als kleine Gemeinde erwähnt. Erst gegen 1890–1900 entwickelte sich Gudendorf zu einem großen Teil von Altenwalde.
Die Gemeinden Arensch, Berensch, Cuxhaven, Döse, Duhnen, Groden, Gudendorf, Holte, Insel Neuwerk, Oxstedt, Ritzebüttel, Sahlenburg, Spangen, Stickenbüttel, Süder- und Westerwisch gehörten bis 1864 dem hamburgischen Amt Ritzebüttel und danach der Landherrenschaft Ritzebüttel an. 1926 gingen die Gemeinden Arensch, Berensch, Duhnen, Groden, Gudendorf, Holte, Insel Neuwerk, Oxstedt, Sahlenburg, Spangen, Stickenbüttel, Süder- und Westerwisch in der Landherrenschaft Hamburg auf. Mit dem Groß-Hamburg-Gesetz vom 1. April 1937 gingen die Gemeinden Arensch, Berensch, Gudendorf, Oxstedt, Sahlenburg, Holte und Spangen an den Landkreis Land Hadeln, Regierungsbezirk Stade der preußischen Provinz Hannover.
Ca. gegen 1750 wurde ein Schafstall in Gudendorf gebaut, welcher 1850 erstmals restauriert wurde und später als historischer Bau betrachtet wurde, da es das älteste Gebäude in Gudendorf war. Um 1890–1900 wurde das Gebäude ein zweites Mal restauriert, allerdings sehr schlampig, weswegen es 1950 zusammenfiel und die Baureste entsorgt und verfeuert wurden.
Um 1930 wurde in Gudendorf eine Badeanstalt mit Umkleidekabinen eröffnet, direkt daneben ein großer Sport- und Spielplatz auf den fünf Bergen, da Gudendorf zu dieser Zeit ein zweites Mal großen Zuwachs an Bevölkerung bekam. Im Sommer 1946 wurde die Badeanstalt abgerissen, die Becken geleert und zugeschüttet, da das verwendete Holz als Feuerholz in der Nachkriegszeit gebraucht wurde und die Besucher fehlten. Das Freibad befand sich am heutigen Schützenplatz, neben der Straße „Auf dem Berge“.

### Eingemeindungen
Am 1. Juli 1968 wurde die zuvor selbständige Gemeinde Gudendorf in die Gemeinde Altenwalde eingemeindet. Vier Jahre später, am 1. Juli 1972, wurde die Gemeinde Altenwalde in die Stadt Cuxhaven eingegliedert.

### Einwohnerentwicklung
| Jahr      | 1866  | 1871  | 1910  | 1925  | 1933  | 1939  | 1950  | 1956  |
| --------- | ----- | ----- | ----- | ----- | ----- | ----- | ----- | ----- |
| Einwohner | 143   | 133   | 131   | 159   | 176   | 181   | 309   | 272   |
| Quelle    | [ 6 ] | [ 6 ] | [ 7 ] | [ 8 ] | [ 8 ] | [ 8 ] | [ 1 ] | [ 1 ] |

|  |

## Politik

### Ortsrat und Bürgermeister
Gudendorf wird vom Ortsrat des Cuxhavener Ortsteils Altenwalde vertreten.

### Wappen
Der Entwurf des Kommunalwappens von Gudendorf stammt von dem Heraldiker und Wappenmaler Albert de Badrihaye, der zahlreiche Wappen im Landkreis Cuxhaven erschaffen hat.
| Wappen von Gudendorf | Blasonierung: „Gespalten; vorn: in Rot ein silbernes langgestieltes Ankerkreuz; hinten: in Silber eine blaue Heidsichel mit rotem Stiel, überkreuzt von einem Torfspaten mit blauem Blatt und rotem Stiel.“ |
| Wappen von Gudendorf | Wappenbegründung: Seit dem 14. Jahrhundert erwarb das Kloster Neuenwalde die Grundherrschaft über das ganze Gudendorf. Das Ankerkreuz aus dem alten Klostersiegel versinnbildlicht diese Zugehörigkeit. Heidsichel und Torfspaten weisen auf die Lage des Ortes und die wirtschaftliche Tätigkeit seiner Bewohner hin. |

## Kultur und Sehenswürdigkeiten

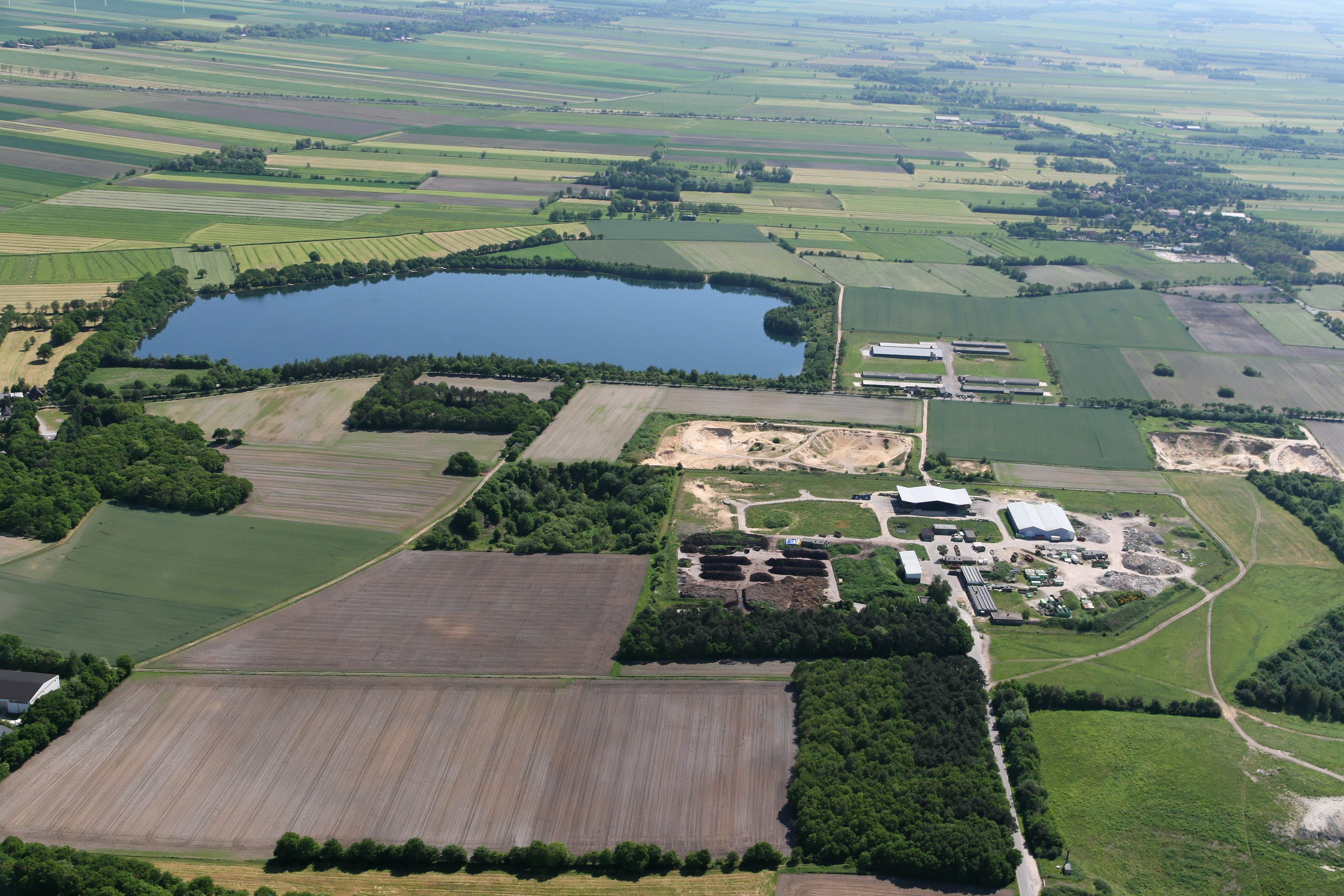
Gudendorfer See

### Bauwerke
- Gudendorf ist in Besitz des „Urgeschichtlichen Grabes“, welches vor ca. 30 Jahren gefunden wurde. Das Grab liegt geographisch gesehen: 53° 48' 14.70" N und 8° 40' 18.91" O.
- Neben dem obigen Grab befindet sich der Bürgergarten

### Naturdenkmale
- zwei Grabhügel
- Papenberg

(Verordnungsdatum 28. Juni 1952)

### Vereine
In Gudendorf gibt es den Angelverein Land Hadeln e. V. mit angeschlossenem Anglersee.

## Persönlichkeiten
Personen, die mit dem Ort in Verbindung stehen
- Karl-Arnold Eickmeyer (1925–2007), Lehrer, Politiker (SPD), Mitglied des Bundestages (1977–1983 und 1985–1987), war Schulleiter in Gudendorf (1957–1967)
- Ulrike Elsner (* 1965), Vorstandsvorsitzende des Verbandes der Ersatzkassen (VDEK), hier geboren